# 네로 디지털
네로 디지털(Nero Digital)은 독일의 네로 AG(Nero AG)와 프랑스의 ATEME에서 개발한 MPEG-4 호환 비디오 및 오디오 압축 코덱 제품군에 적용되는 브랜드 이름이다. 오디오 코덱은 마이크로소프트 윈도우용 네로 디지털 오디오+(Nero Digital Audio+) 오디오 인코딩 도구에 통합되고, 오디오 및 비디오 코덱은 네로의 리코드 DVD(Recode DVD) 리핑 소프트웨어에 통합된다.
네로는 특정 DVD 플레이어/레코더 장치가 네로 디지털과 호환됨을 인증하고 집적 회로 제조업체에 코덱 기술 라이선스를 부여한다.
비디오 코덱은 ATEME에서 개발했으며 네로 AG 개발자 이반 딤코비치(Ivan Dimkovic)와의 인터뷰에 따르면 오디오 코덱은 딤코비치의 이전 PsyTEL AAC 인코더의 개선판이다. 오디오 코덱은 이제 네로 AAC 코덱이라는 무료 독립 실행형 패키지로 제공된다.